# Katalán Köztársaság (1931)
A Katalán Köztársaság (katalánul: República Catalana, rəˈpubːlikə kətəˈlanə) 1931-ben, Francesc Macià által kikiáltott állam volt, melynek hivatalos megnevezése: Az Ibér Föderáción Belüli Katalán Köztársaság” volt.

## Története

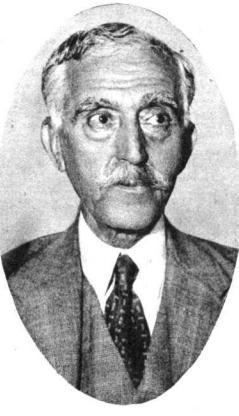
Francesc Macià i Llussà

Az 1930-as San Sebastián-i megállapodásban a republikánus pártok abban állapodtak meg, hogy győzelmük esetén rendszerváltást hajtanak végre az országban. Ebben megígérték, hogy a Köztársaságon belül autonómiát biztosítanak Katalóniának. 1931. április 14-én a függetlenségpárti Estat Catalá és a Katalán Köztársasági Párt, a Katalóniai Köztársasági Baloldal három héttel a választások előtt létrejött szövetsége megnyerte a választásokat. Ezután a csoport vezetője, Francesc Macià a Kormányzósági Palota balkonjáról kikiáltotta a Katalán Köztársaság függetlenségét. Erre pár órával azelőtt került sor, mintsem Madridban kikiáltották volna a Második Spanyol Köztársaságot.  Maciàt ügyvezető elnökké nevezték ki.
Három nappal később a kétségbeesett spanyol kormány három minisztert küldött Barcelonába, hogy megvitassák a helyzetet. A három miniszter Fernando de los Ríos, Lluís Nicolau d'Olwer és Marcellí Domingo volt. Macià egyezséget kötött velük, ami alapján a Katalán Köztársaságot átnevezték Katalán Kormányzósággá, mely a Spanyol Köztársaság autonóm kormányzósága lett. Megállapodtak, hogy a spanyol parlament megalakulása után elfogadnak egy törvényt, melyben rendezik az autonóm státusz részleteit. Francesc Macià 1933-ig, haláláig a Katalán Kormányzóság elnöke maradt.